# Museu de Artes e Ofícios
O Museu de Artes e Ofícios. é um museu brasileiro localizado na cidade de Belo Horizonte. Inaugurado em 14 de dezembro de 2005, é o primeiro empreendimento museológico brasileiro dedicado integralmente ao tema do trabalho, das artes e ofícios no país. Com 9.000 m² de área, o museu está instalado no conjunto histórico da antiga Estação Central da Estrada de Ferro Central do Brasil, na Praça Rui Barbosa, mais conhecida como Praça da Estação e da antiga Estação de Belo Horizonte da Estrada de Ferro Oeste de Minas No mesmo local funcionam ainda hoje uma estação de metrô e um ramal ferroviário. É um dos museus mais bem estruturados do Brasil em termos de organização, estrutura para as exposições e uso de recursos audiovisuais.
O museu é uma iniciativa do Instituto Cultural Flávio Gutierrez e foi desenvolvido a partir da doação ao patrimônio público de uma coleção de mais de 2.000 peças, dos séculos XVIII ao XX, pela empreendedora cultural Angela Gutierrez, que também atuou na formação do Museu do Oratório, em Ouro Preto. A coleção mostra a riqueza da produção popular na era pré-industrial: os fazeres, artes e ofícios que deram origem às profissões contemporâneas. Ao percorrê-la, com o suporte de recursos museográficos e de ações educativas, o visitante poderá ver um amplo painel da história e das relações sociais do trabalho no Brasil, nos últimos três séculos.
Em 15 de junho de 2024, o museu foi arrombado e 17 peças foram furtadas. O suspeito foi preso no início da tarde, e uma obra tinha sido recuperada. Segundo a diretoria do museu, todos os artigos levados pertencem ao acervo de carpintaria, como formões, pequenos martelos e canivete.